# Joseph Christian Schliz
Joseph Christian von Schliz (* 10. März 1781 in Untergröningen; † 15. April 1861 in Heilbronn) war württembergischer Oberamtmann und zeitweiliger Stadtdirektor von Stuttgart.

## Leben
Der Sohn eines Justiz- und Expeditionsrats studierte von 1802 bis 1804 Rechtswissenschaft an der Universität Altdorf und der Universität Würzburg. Nach seinem Studium wurde er Advokat und 1805 hohenlohischer Regierungssekretär in Bartenstein. 1807 kam er als Oberjustizsekretär nach Esslingen am Neckar und kurz darauf als Kreisaktuar nach Öhringen. 1809 wurde er Oberamtmann beim Oberamt Ingelfingen, 1811 beim Oberamt Ehingen, 1817 beim Oberamt Biberach und 1822 beim Oberamt Heilbronn. 1828 wechselte er als Stadtdirektor nach Stuttgart, bevor er 1831, inzwischen zum Oberregierungsrat ernannt, Oberamtmann beim Oberamt Mergentheim wurde. 1846 trat er in den Ruhestand. Von 1826 bis 1830 gehörte er als Abgeordneter für den Oberamtsbezirk Mergentheim außerdem dem württembergischen Landtag an.

## Ehrungen
Er wurde 1816 mit der österreichischen goldenen Zivilverdienstmedaille und 1821 mit dem Ritterkreuz des Ordens der Württembergischen Krone ausgezeichnet, mit dem die Erhebung in den persönlichen Adelsstand verbunden war. 1821 wurde er zum ersten Ehrenbürger von Biberach an der Riß, 1823 zum ersten Ehrenbürger von Heilbronn ernannt.
Sein Sohn Adolf Schliz (1813–1877) wurde Stadtarzt in Heilbronn.